# Podolí (Přerovi járás)
Podolí település Csehországban, Přerovi járásban. Podolí Tučín, Čechy, Želatovice, Pavlovice u Přerova és Hradčany településekkel határos. Lakosainak száma 199 fő (2024. január 1.).

## Népesség
A település lakosságának változását az alábbi diagram mutatja:
| Lakosok száma | 146  | 171  | 253  | 212  | 224  | 197  | 212  | 210  | 205  | 199  |
|               | 1869 | 1890 | 1921 | 1950 | 1980 | 2001 | 2017 | 2019 | 2022 | 2024 |